# 華顏
華顏（？—1621年），字九渊，號心齋，浙江寧波府定海縣人，竈籍。明朝政治人物。

## 生平
万历四十一年（1613年）癸丑科進士，授工部屯田司主事，改营缮司，升员外郎。天启元年典试粤廣東，途卒。善草书。